# Lampahan
Lampahan is een bestuurslaag in het regentschap Bener Meriah van de provincie Atjeh, Indonesië. Lampahan telt 1166 inwoners (volkstelling 2010).